# Daniël-Adolphe Roberts-Jones
Daniël-Adolphe Robert-Jones (Brussel, 14 november 1806 – Schaarbeek, 13 maart 1874) was een Belgisch kunstschilder uit de romantiek gespecialiseerd in taferelen met dieren.

## Genealogie
Hij was de zoon van John (°Shrewsbury, 1783), een bekend carrossier uit de Brusselse Nieuwstraat, en van Marie Deacon. Hij had nog twee broers, onder anderen Henri-François (Brussel, 1813-1887), die de betovergrootvader was van Philippe Roberts-Jones (°Elsene, 1924-2016), hoofdconservator van de Koninklijke Musea voor Schone Kunsten van België. Roberts-Jones huwde de Nederlandse Henriette Levysohn. Hij woonde achtereenvolgens in de Antwerpenlaan (Boulevard d’Anvers) 23 te Brussel, in de Paleisstraat te Schaarbeek/Brussel en rue de l’Association 68.

## Levensloop
Vader Roberts-Jones, van Engelse afkomst, werd tijdens een reis op het Europese vasteland verrast door de Continentale Blokkade. Hij vestigde zich in Brussel, waar hij een carrosseriebedrijf opzette.
Daniël-Adolphe Roberts-Jones voerde aanvankelijk decoratief schilderwerk uit op de koetsen van het wijdvermaarde ouderlijk bedrijf; zo voorzag hij de voertuigen onder meer van de wapenschilden der eigenaars. Zijn broer Henri zou het koetsenbedrijf verder zetten.
Omstreeks 1834 was Roberts-Jones leerling in het atelier van Eugène Verboeckhoven, de toen al beroemde dierenschilder die kort tevoren in Brussel was komen wonen na te Gent al grote successen te hebben geboekt. Net als zijn leermeester zou Roberts-Jones zich specialiseren in de artistieke dierschildering.
De biografie van Roberts-Jones is arm aan uiterlijke feitelijkheden. Alleen zijn reizen naar Holland, Engeland en Schotland, die hem tot bepaalde werken inspireerden, zijn vermeldenswaardig.

## Oeuvre
Als kunstenaar volgde hij nauwgezet de stijl van zijn beroemde leermeester, zonder echter de werkelijk uitzonderlijke kwaliteiten van deze te evenaren. Wellicht verzorgde hij ook de stoffage (minder belangrijke fragmenten) in de werken van Verboeckhoven, die immers een ontstellend grote productie had.
Zelf debuteerde Roberts-Jones tijdens het Driejaarlijks Salon in 1837 te Antwerpen met een “Landschap met pachthof en vee”. Roberts-Jones was een zeer regelmatig deelnemer aan de Driejaarlijkse Salons te Brussel, Gent en Antwerpen. Zijn inzendingen waren zonder uitzondering uitingen van zijn romantische kijk op de dierenwereld : herderinnen met schapen, geiten en koeien, weidelandschappen met vee, een hond met jongen, taferelen met schapen en ezels, enz. Zijn inzending naar het Antwerpse Salon in 1858 was een tafereel met schapen en honden nabij Dunkeld in Pertshire. Dit werk was een echo van zijn reizen doorheen Groot-Brittannië.
Daarnaast was Roberts-Jones ook zeer geliefd voor zijn stalinterieurs met koeien (Driejaarlijkse Salons van 1842, 1843 en 1844). Een lithografische reproductie van een stalscène van Roberts-Jones werd opgenomen in het kunsttijdschrift La Renaissance van 1841-1842.
Geregeld werkte Roberts-Jones samen met de landschapschilder Kuytenbrouwer. Het schilderij "Vee op de weide", dat te zien was in het Salon van 1852, was zo’n gezamenlijk werk: Kuytenbrouwer voerde het landschap uit en Roberts-Jones stoffeerde het dan met vee. In 1845 behaalde hij zilver tijdens het Brusselse Salon. Ook met Louis Gallait was er een samenwerking. Grotere onderscheidingen vielen Roberts-Jones nooit ten deel.
Daniël-Adolphe Roberts-Jones was in zijn tijd verder ook zeer geliefd als portrettist van paarden. In 1866 portretteerde hij zo Nano, het geliefde paard van koningin Maria-Hendrika.
Roberts-Jones was lid van de Association Nationale pour favoriser les Arts en Belgique.

## Tentoonstellingen
Individuele tentoonstellingen waren nog geen trend in Roberts-Jones’ tijd. Heel belangrijk waren de grote groepstentoonstellingen van levende kunstenaars (salons) in de grote Europese steden.

### Salondeelnames
- Salon 1837, Antwerpen : “Landschap met pachthof en vee”
- Tentoonstelling van Levende Meesters 1839, Den Haag : “Weide met vee”
- Tentoonstelling van Levende Meesters 1840, Rotterdam : “Landschap met gieten”
- Salon 1840, Antwerpen : “Vee op de weide nabij een molen”
- Tentoonstelling van Levende Meesters 1841, Amsterdam : Landschap met schapen
- Tentoonstelling van Levende Meesters 1841, Den Haag : “Weide met schapen”
- Tentoonstelling van Levende Meesters 1843, Den Haag : “Stal met vee en gevogelte”
- Tentoonstelling van Levende Meesters 1844, Amsterdam : “Landscham et schapen en bok”
- Tentoonstelling van Levende Meesters 1845, Den Haag : “Landschap met vee in de Kempen”
- Tentoonstelling van Levende Meesters 1847, Den Haag, “Stalinterieur met vee en gevogelte”
- Tentoonstelling van Levende Meesters 1848, Amsterdam : “Geiten, schapen en eenden”
- Tentoonstelling van Levende Meesters 1848, Utrecht : “Geiten, schapen en eenden”
- Tentoonstelling van Levende Meesters 1849, Den Haag : “Stalinterieur”, “Landschap met vee in de omstreken van Antwerpen”, “Landschap met schapen”, “Landschap met bok en geit”, “Weide met landschappen”
- Tentoonstelling van Levende Meesters 1851, Den Haag : “Dog met haar jongen”
- Tentoonstelling van Levende Meesters 1858, Amsterdam : “Terugkeer naar de schaapskooi” (samen met L. Gallait)
- Salon 1858, Antwerpen : “Schapen en honden nabij Dunkeld in Perthshire”
- Tentoonstelling van Levende Meesters 1863, Den Haag : “Gezicht in Schotland”
- Salon 1871, Gent : "Schotse poney en schapen in de omgeving van Loch Lomond"

## Musea en openbare verzamelingen
- Brussel, Verzameling van de Senaat
- Brussel, Koninklijke Verzameling : “Vee met herderin”.
- Mainz : «Stalinterieur»
- Sydney : «Stalinterieur»